# Mención Honorífica Militar (España)
La Mención Honorífica Militar es una recompensa militar española destinada a premiar servicios, trabajos y estudios de diversa índole considerados destacados por su contribución al desarrollo de las Fuerzas Armadas, cuando no les corresponda otra recompensa. Se encuentra descrita en el Título Sexto del Real Decreto 1040/2003, de 1 de agosto, por el que se aprueba el Reglamento general de recompensas militares, BOE n.º 213, de 5 de septiembre.

## Descripción
El expediente de concesión de la Mención Honorífica es elevado al Jefe del Estado Mayor de la Defensa (JEMAD), al Subsecretario de Defensa o al Jefe del Estado Mayor correspondiente (Ejército de Tierra, Armada o Ejército del Aire), que podrán conceder o no la citada recompensa.
La resolución en virtud de la cual se otorga la Mención honorífica tiene que aparecer publicada en el Boletín Oficial del Ministerio de Defensa.
El personal recompensado con la Mención honorífica obtiene derecho a: 
1. Que le sea considerada su posesión como mérito simple en las evaluaciones realizadas al personal militar y en el acceso a la enseñanza militar.
2. Recibir la correspondiente cédula acreditativa de concesión y su anotación en la documentación militar o administrativa.
3. La obtención de 3 Menciones honoríficas conlleva la concesión de la Cruz del Mérito
Militar, Mérito Naval o Mérito Aeronáutico, con distintivo blanco.
4. Llevar anexo el tratamiento de Señoría o Señor o Señora.

## Desposesión de distinciones
El agraciado con cualesquiera de las categorías que haya sido sentenciado por la comisión de un delito doloso o pública y notoriamente haya incurrido en actos contrario a las razones determinantes de la concesión de la distinción podrá, en virtud de expediente iniciado de oficio o por denuncia motivada, y con intervención del Fiscal de la Real Orden, ser desposeído del título correspondiente a la distinción concedida, decisión que corresponde a quien la otorgó.